# Dedo II de Lusacia
Dedo (o Dedi) II (m. 1069), llamado el Joven (en latín: iunior), fue el hijo mayor de Dedo I, margrave de la Marca Sajona Oriental, y su primera esposa, Oda. Se le dio el título de margrave de Baja Lusacia, pero fue asesinado mientras se estaba aliviando en la noche anterior al 26 de octubre del 1069, muriendo así antes que su padre.